# Batalla de Wolf Mountain
La batalla de Wolf Mountain fue un enfrentamiento armado entre el Ejército de los Estados Unidos contra las tribus lakota y Cheyenes del norte durante el 8 de enero de 1877. La batalla se libró en el sur del territorio de Montana, a unas cuatro millas al suroeste de la actual Birney, a lo largo del río Tongue.

## Antecedentes
Tras la derrota del teniente coronel George Armstrong Custer el 25 de junio de 1876 en la batalla de Little Bighorn, el gobierno estadounidense envió un gran número de refuerzos al territorio de Montana. Para el otoño, algunos grupos de las tribus lakota y cheyenes habían comenzado a regresar a las reservas para obtener provisiones para prepararse para el invierno. El Congreso estadounidense había amenazado de retener provisiones a muchos indios al exigirles que cedieran las Colinas Negras al gobierno.
El general Nelson A. Miles dirigió una fuerza mixta de infantería, artillería y caballería tras la tribu de Toro Sentado, y los había derrotado efectivamente. El oficial Ranald S. Mackenzie había derrotado igualmente a los cheyenes de Dull Knife, que caminaron a través de la nieve y el hielo para unirse al campamento de Caballo Loco en el valle del río Tongue. Preocupado por la proximidad del invierno y el estado de indigencia de la tribu de Dull Knife, Caballo Loco decidió negociar la paz con el ejército estadounidense. Sin embargo, cuando un grupo de exploradores del ejército estadounidense mató a la delegación de Caballo Loco, quiso venganza. Dirigió una serie de pequeñas incursiones en un esfuerzo por expulsar al general Miles del acantonamiento en el río Tongue. En diciembre de 1876, Miles condujo a la mayoría de las nueve compañías de infantería fuera del acantonamiento en persecución de Caballo Loco, marchando hacia el sur por el valle del río Tongue. El 7 de enero de 1877, Miles capturó algunos cheyenes del norte, luego su fuerza de 436 hombres acampó a lo largo del río Tongue justo al sur de la actual Birney, Montana. Durante esa noche cayó una nueva capa de nieve profunda y las temperaturas bajaron.

## Batalla
Tras los disparos efectuados en las primeras horas de la mañana de 8 de enero de 1877, el general Miles estableció un perímetro defensivo a lo largo de una línea de cresta cuya característica más prominente era un pequeño nudo en forma de cono que más tarde se llamó la Batalla de Slim Buttes, colocando dos piezas de artillería en su lado, frente a un campo de fuego despejado. Caballo Loco y Dos Lunas comenzaron una serie de ataques contra los soldados. Frustrados por la potencia de fuego del ejército, los guerreros de las tribus se reagruparon varias veces para comenzar a atacar de nuevo. Los intentos de superar la línea de Miles también resultaron en vano, ya que Miles desplazó sus reservas para ocupar posiciones críticas. Finalmente, Miles ordenó a varias compañías del 5.º Regimiento de Caballería que avanzaran hacia una serie de colinas ocupadas. Los soldados de Miles se esforzaron por tomar las colinas, lo que se complicó aún más por la profunda nieve. Después de que los soldados aseguraran siete de las colinas, los lakota y cheyenes se retiraron a medida que las condiciones meteorológicas se deterioraban, dejando el campo en un punto muerto táctico.